# 鞆鉄鋼団地

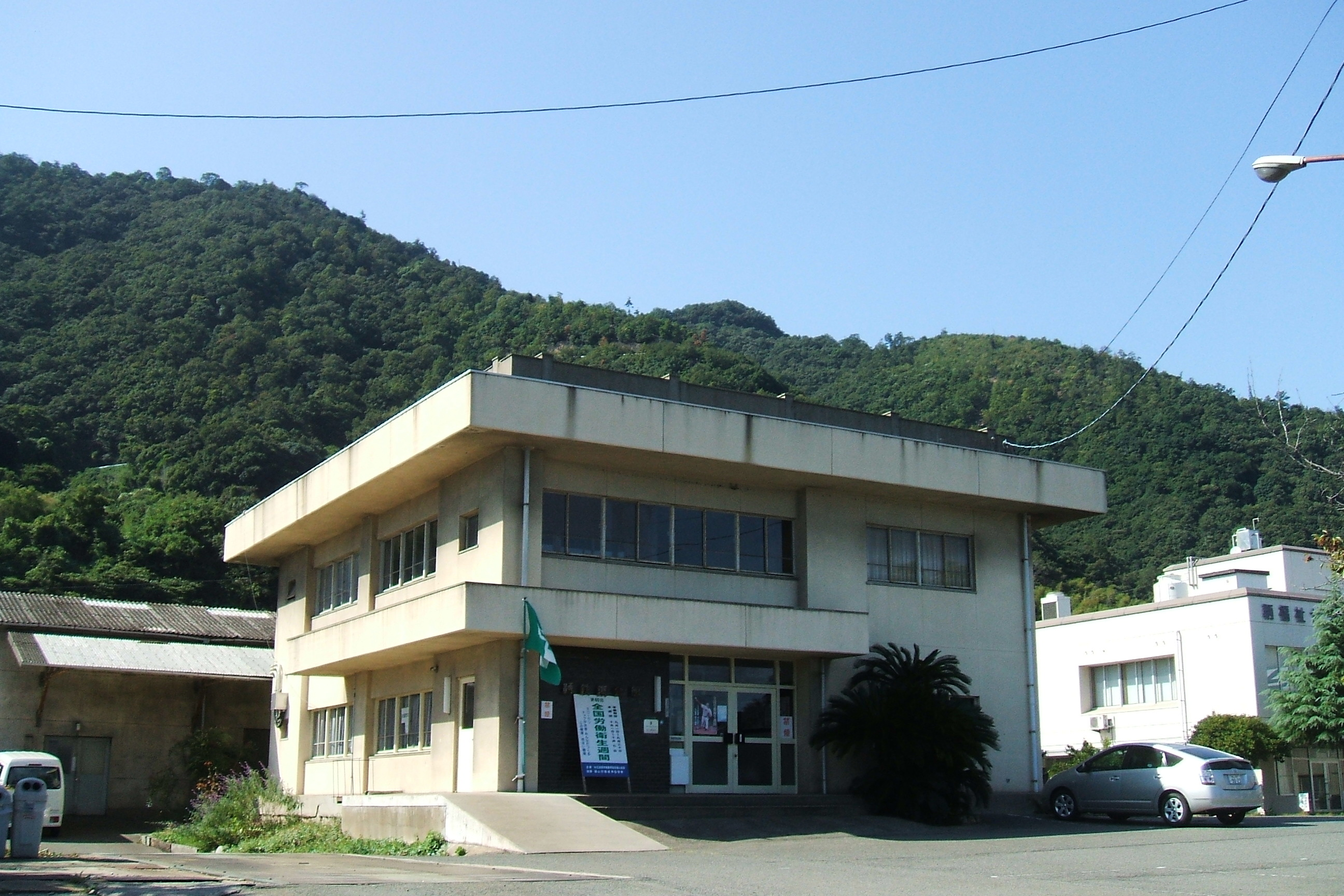
鞆鉄鋼会館
2009年10月撮影

鞆鉄鋼団地（ともてっこうだんち）とは、広島県福山市鞆町後地にある工業団地である。船舶関係に用いられる金属部品などを生産する中小の工場が集積している。

## 概要
国道2号から鞆町市街を結ぶ広島県道22号福山鞆線は沼隈半島東岸を南北に結んでいるが、鞆鉄鋼団地は鞆町の市街地の北側、入口付近の南北に細長い埋立地ちに立地している。中小の鉄工所が多いが小規模な造船工場もある。